# Riccardo Trevisani
Riccardo Trevisani (Roma, 30 agosto 1979) è un giornalista, conduttore televisivo e telecronista sportivo italiano.

## Biografia
Ha iniziato la carriera in diverse emittenti televisive romane nel 1997. Più tardi ha cominciato a lavorare anche per molte radio e giornali a livello regionale, occupandosi di calcio. Dal giugno 2004 ha lavorato per Inter TV e poi per Sky Sport, occupandosi principalmente di calcio italiano ed estero. Nel 2007 diviene giornalista professionista. È stato dal 2007, e spesso insieme a José Altafini, la prima voce della Primera División (quando Sky Sport ne deteneva i diritti di trasmissione), oltre che voce delle principali partite di Serie A e di UEFA Champions League. Dall'edizione 2010-2011, insieme a Marco Cattaneo, è stato conduttore della trasmissione di approfondimento calcistico internazionale Mondo Gol, in onda il lunedì alle ore 19 su Sky Sport. Dal 2010 commenta anche il poker, per il canale PokerItalia24, insieme ad Erion Islamay. Ha commentato per Sky Sport le partite di Serie A e UEFA Champions League, spesso insieme a Daniele Adani.
Dal settembre 2016 a dicembre 2018 ha condotto su Radio Deejay, con Stefano De Grandis, il programma FantaDeejay, appuntamento settimanale dedicato al fantacalcio. Nel 2017 si è aggiudicato il premio giornalistico "Piero Dardanello", categoria nazionale. Il 21 maggio 2018 ha commentato con Marco Cattaneo la partita di calcio denominata "La notte del Maestro", che ha segnato il ritiro di Andrea Pirlo dall'attività agonistica.
Nel luglio 2021 ha lasciato Sky Sport dopo diciassette anni per passare a Mediaset, dove è opinionista dei programmi Pressing - Prima serata, Pressing, Champions League LIVE, del telegiornale di Sport Mediaset, dei sorteggi di UEFA Champions League, di Ballon d'Or (lo speciale per la premiazione del Pallone d'oro), di  Mondiale per club LIVE oltre a essere telecronista delle gare di qualificazione al campionato del mondo 2022, di Coppa Italia, di UEFA Champions League, di UEFA Nations League, della Supercoppa italiana 2022 e 2024, delle semifinali della Supercoppa 2023, di amichevoli di nazionali, del Trofeo Berlusconi nel 2024 e del nuovo Mondiale per club.
Molto attivo sui social network, dal 2022 collabora col blog e portale Fantacalcio e dal 2023 collabora con la testata giornalistica Cronache di spogliatoio, curandone i contenuti audiovisivi nella sua rubrica Fontana di Trevi. Nel luglio e nel novembre del 2023 è stato telecronista della "Partita del cuore per la Romagna" su Canale 5. e di quella per la Toscana su Italia 1 Dall'estate del 2023 è opinionista di Radio TV Serie A.